# C/1907 T1 Mellish
C/1907 T1 (Mellish) è una cometa non periodica, la seconda delle cinque comete scoperte dall'astronomo statunitense John Edward Mellish.